# Энергетика Волгоградской области
Энергетика Волгоградской области — сектор экономики региона, обеспечивающий производство, транспортировку и сбыт электрической и тепловой энергии. В 2022 году область произвела, передала, и распределила электроэнергии на 53 млрд рублей. Валовая добавленная стоимость обеспечения энергией составила 31 млрд рублей, или 3% от ВРП региона. Волгоградская область является сбалансированным регионом по энергии, с производством немного отстающим от потребления. По состоянию на начало 2020 года, на территории Волгоградской области эксплуатировались 19 электростанций общей мощностью 4084,8 МВт, в том числе две гидроэлектростанции, одна солнечная электростанция и 15 тепловых электростанций. В 2019 году они произвели 16 818,6 млн кВт·ч электроэнергии.

## История
Начало электрификации на территории современной Волгоградской области датируется 1884 годом, когда в Царицыне (современный Волгоград) на территории так называемого Нобелевского городка (предприятия, занимавшегося перегрузкой, хранением и переработкой нефти и нефтепродуктов) было налажено электрическое освещение. По состоянию на 1897 год, помимо предприятия Нобеля, уже были электрифицированы мельница Туркина и Ткачева, горчичный завод Воронина, лесозавод Шлыкова. В 1913 году в Царицыне была введена в эксплуатацию городская электростанция с тремя дизель-генераторами, что позволило пустить электрический трамвай и обеспечить работу электрического уличного освещения.
Первой крупной электростанцией региона стала Сталинградская ГРЭС, строительство которой было начато в 1929 году в соответствии с планом ГОЭЛРО для энергоснабжения новых промышленных объектов, таких как Сталинградский тракторный завод. Первый турбоагрегат мощностью 24 МВт Сталинградской ГРЭС был введён в эксплуатацию 8 ноября 1930 года, а в 1932 году мощность станции составляла уже 51 МВт. Станция стала основой образованного в 1932 году Сталинградского энергокомбината и находилась в эксплуатации до 2017 года (с начала 1960-х годов под названием Волгоградская ГРЭС). В 1933—1937 годах электроэнергетика Сталинграда продолжала развиваться, были построены вторая очередь Сталинградской ГРЭС мощностью 24 МВт, ТЭЦ Сталинградского тракторного завода мощностью 12 МВт и ТЭЦ завода им. Куйбышева мощностью 5 МВт. Общая мощность электростанций Сталинградского энергорайона перед войной составляла 96 МВт, в 1940 году они выработали 601 млн кВт·ч электроэнергии.
В ходе Великой Отечественной войны Сталинградская ГРЭС, не смотря на нахождение в зоне боевых действий, постоянные артобстрелы и бомбардировки, продолжала энергоснабжение потребителей. В то же время, энергетическому хозяйству Сталинграда был нанесён сильный урон — были разрушены электростанции промышленных предприятий, сильно пострадало электросетевое хозяйство, степень повреждения Сталинградской ГРЭС оценивалась в 25 %. В результате повреждений оборудования, дефицита топлива и снижения нагрузки потребителей (многие из которых были разрушены или эвакуированы) выработка электроэнергии в 1944 году составила 184 млн кВт·ч, в 3 раза меньше довоенного уровня.
Первой электростанцией региона, введённой в эксплуатацию в послевоенный период, стала небольшая Михайловская ТЭЦ, пущенная в 1953 году. В 1956 году заработали Камышинская ТЭЦ и Волгоградская ТЭЦ-2. На качественно новый уровень электроэнергетику Волгоградской области вывело строительство Волжской ГЭС, на тот момент — крупнейшей гидроэлектростанции СССР и мира. Станцию начали возводить в 1950 году, первый гидроагрегат был пущен в 1958 году, а в 1962 году Волжская ГЭС вышла на полную мощность 2541 МВт. Одновременно была построена небольшая Межшлюзовая ГЭС мощностью 22 МВт, предназначенная для привлечения идущей на нерест рыбы к судоходным шлюзам. Одновременно были построены линии электропередачи напряжением 400 кВ (вскоре переведённые на напряжение 500 кВ), соединившие Волгоградскую область с энергосистемой Центра, а также линия постоянного тока напряжением 800 кВ Волжская ГЭС — Донбасс.
В 1959 году было начато строительство и уже в 1962 году был пущен первый турбоагрегат Волжской ТЭЦ-1, самой мощной тепловой электростанции Волгоградской области, обеспечившей энергоснабжение нового, активно развивающегося города Волжский и его промышленных предприятий. В 1977 году заработала Волгоградская ТЭЦ-3, обеспечившая электроэнергией и теплом химические предприятия Волгограда и Красноармейский район города. В 1988 году была введена в эксплуатацию Волжская ТЭЦ-2, с целью обеспечения теплоснабжения промышленных предприятий и новых жилых районов Волжского.
С середины 2000-х годов в Волгоградской области активно развивается локальная энергетика в виде небольших тепловых электростанций, обеспечивающих энергоснабжение отдельных предприятий. Также ведётся модернизация Волжской ГЭС с заменой турбин и генераторов. В 2018 году был введён в эксплуатацию первый объект возобновляемой энергетики региона — Волгоградская СЭС мощностью 10 МВт, в 2020 году была пущена Волгоградская СЭС-1 мощностью 25 МВт. До конца 2020 года планируется ввести в эксплуатацию три новые солнечные электростанции, мощностью по 25 МВт каждая — Медведица, Луч-1 и Астерион. Также запланировано строительство ветроэлектростанций — Котовской ВЭС (87,8 МВт, 2021 год), Новоалексеевской ВЭС (16,8 МВт, 2022 год), Ольховской ВЭС (150 МВт, 2022 год), Купцовской ВЭС (160,6 МВт, 2022 год). Рассматривается возможность строительства ГЭС мощностью 25 МВт в составе комплекса сооружений по обводнению Волго-Ахтубинской поймы.

## Генерация электроэнергии
По состоянию на начало 2020 года, на территории Волгоградской области эксплуатировались 19 электростанций общей мощностью 4084,8 МВт. В их числе две гидроэлектростанции — Волжская ГЭС и Межшлюзовая ГЭС, две солнечные электростанции — Волгоградская СЭС и Волгоградская СЭС-1, пятнадцать тепловых электростанций — Волжские ТЭЦ-1 и ТЭЦ-2, Волгоградский ТЭЦ-2 и ТЭЦ-3, Камышинская ТЭЦ, Михайловская ТЭЦ и ряд небольших электростанций промышленных предприятий.

### Волжская ГЭС
Расположена в г. Волжском, на реке Волге. Крупнейшая электростанция региона. Гидроагрегаты станции введены в эксплуатацию в 1958—1962 годах. Установленная мощность станции — 2671 МВт, фактическая выработка электроэнергии в 2019 году — 12 254 млн кВт·ч. В здании ГЭС установлены 23 гидроагрегата, из них 7 мощностью по 115 МВт, 5 по 120 МВт, 10 по 125,5 МВт и один мощностью 11 МВт. Является филиалом ПАО «РусГидро».

### Межшлюзовая ГЭС
Расположена в г. Волжском, на реке Волге, использует подпорные сооружения Волжской ГЭС. Гидроагрегаты станции введены в эксплуатацию в 1961 году. Установленная мощность станции — 22 МВт, фактическая выработка электроэнергии в 2019 году — 164,7 млн кВт·ч. В здании ГЭС установлены 2 гидроагрегата мощностью по 11 МВт. Эксплуатируется ФБУ «Администрация Волго-Донского бассейна внутренних водных путей».

### Солнечные электростанции
На территории Волгоградской области эксплуатируются две солнечные электростанции общей мощностью 35 МВт, Волгоградская СЭС и Волгоградская СЭС-1:.
- Волгоградская СЭС (диспетчерское наименование Красноармейская СЭС) — расположена в г. Волгограде, на площадке Волгоградского нефтеперерабатывающего завода. Введена в эксплуатацию в 2018 году. Установленная мощность станции — 10 МВт, фактическая выработка электроэнергии в 2019 году — 11,6 млн кВт·ч. Принадлежит ООО «ЛУКОЙЛ-Волгоградэнерго».
- Волгоградская СЭС-1 (диспетчетское наименование Светлая СЭС) — расположена в Светлоярском районе. Введена в эксплуатацию в 2020 году. Установленная мощность станции — 25 МВт. Принадлежит ООО «Санлайт Энерджи».

### Волжская ТЭЦ-1
Расположена в г. Волжском, один из источников теплоснабжения города. Крупнейшая тепловая электростанция региона. Паротурбинная теплоэлектроцентраль, в качестве топлива использует природный газ. Эксплуатируемые в настоящее время турбоагрегаты введены в эксплуатацию в 1967—2002 годах, при этом сама станция работает с 1962 года. Установленная электрическая мощность станции — 497 МВт, тепловая мощность — 1217 Гкал/ч. Фактическая выработка электроэнергии в 2019 году — 1015,1 млн кВт·ч. Оборудование станции включает в себя шесть турбоагрегатов, один мощностью 48 МВт, два — по 61 МВт, два — по 97 МВт и один — 133 МВт. Также имеется семь котлоагрегатов и два водогрейных котла. Принадлежит ООО «Тепловая генерация г. Волжского» (входит в группу Лукойл).

### Волжская ТЭЦ-2
Расположена в г. Волжском, один из источников теплоснабжения города. Паротурбинная теплоэлектроцентраль, в качестве топлива использует природный газ. Турбоагрегаты станции введены в эксплуатацию в 1988—1991 годах. Установленная электрическая мощность станции — 240 МВт, тепловая мощность — 945 Гкал/час. Фактическая выработка электроэнергии в 2019 году — 996,9 млн кВт·ч. Оборудование станции включает в себя два турбоагрегата, мощностью 100 МВт и 140 МВт. Также имеется три котлоагрегата и два водогрейных котла. Принадлежит ООО «Тепловая генерация г. Волжского».

### Волгоградская ТЭЦ-2
Расположена в г. Волгограде, один из источников теплоснабжения города, также обеспечивает энергоснабжение Волгоградского нефтеперерабатывающего завода. Паротурбинная теплоэлектроцентраль, в качестве топлива использует природный газ. Эксплуатируемые в настоящее время турбоагрегаты введены в эксплуатацию в 1966—1997 годах, при этом сама станция работает с 1956 года. Установленная электрическая мощность станции — 225 МВт, тепловая мощность — 664 Гкал/ч. Фактическая выработка электроэнергии в 2019 году — 765,2 млн кВт·ч. Оборудование станции включает в себя четыре турбоагрегата, два мощностью по 50 МВт, один — 60 МВт и один — 65 МВт. Также имеется четыре котлоагрегата. Принадлежит ООО «ЛУКОЙЛ-Волгограднефтепереработка».

### Волгоградская ТЭЦ-3
Расположена в г. Волгограде, один из источников теплоснабжения города, также обеспечивает энергоснабжение завода «Каустик». Паротурбинная теплоэлектроцентраль, в качестве топлива использует природный газ. Турбоагрегаты станции введены в эксплуатацию в 1977—1978 годах. Установленная электрическая мощность станции — 236 МВт, тепловая мощность — 541 Гкал/ч. Фактическая выработка электроэнергии в 2019 году — 1145 млн кВт·ч. Оборудование станции включает в себя два турбоагрегата мощностью 106 МВт и 130 МВт. Также имеется пять котлоагрегатов. Принадлежит ООО «ЛУКОЙЛ-Волгоградэнерго», с 2007 года арендуется АО «Каустик».

### Камышинская ТЭЦ
Расположена в г. Камышине, основной источник теплоснабжения города. Паротурбинная теплоэлектроцентраль, в качестве топлива использует природный газ. Турбоагрегаты станции введены в эксплуатацию в 1958—1971 годах, при этом сама электростанция пущена в 1956 году. Установленная электрическая мощность станции — 61 МВт, тепловая мощность — 223 Гкал/ч. Фактическая выработка электроэнергии в 2019 году — 179 млн кВт·ч. Оборудование станции включает в себя три турбоагрегата, один мощностью 11 МВт и два мощностью по 25 МВт. Также имеется пять котлоагрегатов. Принадлежит ООО «Камышинская ТЭЦ» (входит в группу Лукойл).

### Михайловская ТЭЦ
Расположена в г. Михайловка, основной источник теплоснабжения города. Паротурбинная теплоэлектроцентраль, в качестве топлива использует природный газ. Старейшая ныне действующая электростанция региона, пущена в 1953 году. Эксплуатируемые в настоящее время турбоагрегаты станции введены в эксплуатацию в 1954 и 2001 годах. Установленная электрическая мощность станции — 12 МВт, тепловая мощность — 98 Гкал/час. Фактическая выработка электроэнергии в 2019 году — 22,1 млн кВт·ч. Оборудование станции включает в себя два турбоагрегата мощностью по 6 МВт, четыре котлоагрегата и один водогрейный котёл. Принадлежит ООО «Михайловская ТЭЦ».

### Электростанции промышленных предприятий
На территории Волгоградской области эксплуатируются 9 небольших электростанций, обеспечивающих энергоснабжение отдельных промышленных предприятий (блок-станции):
- ТЭЦ Волжский оргсинтез. Паротурбинная теплоэлектроцентраль, в качестве топлива использует природный газ. Введена в эксплуатацию в 2012 году. Обеспечивает энергоснабжение Волжского завода органического синтеза. Установленная мощность станции — 8,5 МВт, фактическая выработка электроэнергии в 2019 году — 8,2 млн кВт·ч. Оборудование станции включает в себя два турбоагрегата мощностью 2,5 МВт и 6 МВт. Принадлежит АО «Волжский Оргсинтез».
- ГПЭС ТПП «Волгограднефтегаз». Газопоршневая электростанция, в качестве топлива использует природный газ. Введена в эксплуатацию в 2005 году. Установленная мощность станции — 9,75 МВт, фактическая выработка электроэнергии в 2019 году — 56,9 млн кВт·ч. Оборудование станции включает в себя пять газопоршневых агрегатов мощностью по 1,95 МВт. Принадлежит ООО «Российская инновационная топливно-энергетическая компания» (входит в группу Лукойл).
- ГПЭС КС «Жирновская». Газопоршневая электростанция, в качестве топлива использует природный газ. Обеспечивает энергоснабжение компрессорной станции газопровода. Введена в эксплуатацию в 2006 году. Установленная мощность станции — 3,99 МВт, фактическая выработка электроэнергии в 2019 году — 7,6 млн кВт·ч. Оборудование станции включает в себя три газопоршневых агрегата мощностью по 1,33 МВт. Принадлежит ООО «Газпром трансгаз Волгоград».
- ГПЭС «Овощевод». Газопоршневая электростанция, в качестве топлива использует природный газ. Обеспечивает энергоснабжение тепличного хозяйства. Введена в эксплуатацию в 2015 году. Установленная мощность станции — 8,8 МВт, фактическая выработка электроэнергии в 2019 году — 39,1 млн кВт·ч. Оборудование станции включает в себя два газопоршневых агрегата мощностью по 4,4 МВт. Принадлежит ООО «Овощевод».
- ГПЭС «Ботаника». Газопоршневая электростанция, в качестве топлива использует природный газ. Обеспечивает энергоснабжение тепличного хозяйства. Введена в эксплуатацию в 2017 году. Установленная мощность станции — 24,969 МВт, фактическая выработка электроэнергии в 2019 году — 121 млн кВт·ч. Оборудование станции включает в себя девять газопоршневых агрегатов, из них два мощностью по 1,82 МВт и семь мощностью по 3,047 МВт. Принадлежит ООО «Овощевод».
- ТЭС «Каргилл». Паротурбинная теплоэлектростанция, в качестве топлива использует природный газ. Введена в эксплуатацию в 2018 году. Обеспечивает энергоснабжение завода по производству растительного масла. Установленная мощность станции — 7,054 МВт, фактическая выработка электроэнергии в 2019 году — 30,79 млн кВт·ч. Оборудование станции включает в себя один турбоагрегат. Принадлежит ООО «Каргилл».
- ТЭС Волгоградского алюминиевого завода. Паротурбинная теплоэлектростанция, в качестве топлива использует природный газ. Введена в эксплуатацию в 2018 году. Установленная мощность станции — 8,14 МВт, фактическая выработка электроэнергии в 2019 году — 1,3 млн кВт·ч. Оборудование станции включает в себя один турбоагрегат. Принадлежит АО «РУСАЛ Урал».
- ТЭЦ Волгоградского филиала Омсктехуглерод. Паротурбинная теплоэлектроцентраль, в качестве топлива использует природный газ. Введена в эксплуатацию в 2018 году. Обеспечивает энергоснабжение Волгоградского завода технического углерода. Установленная мощность станции — 2,5 МВт. Оборудование станции включает в себя один турбоагрегат. Планируется увеличение мощности станции до 20,5 МВт. Принадлежит ООО «Омсктехуглерод».
- ГПЭС Химволокно. Газопоршневая электростанция, в качестве топлива использует природный газ. Обеспечивает энергоснабжение Волжского завода синтетического волокна. Введена в эксплуатацию в 2020 году. Установленная мощность станции — 12,078 МВт. Оборудование станции включает в себя четыре газопоршневых агрегата, из них два мощностью по 2,004 МВт и два мощностью по 4,035 МВт. Принадлежит АО «ТЕКСКОР».

## Потребление электроэнергии
Потребление электроэнергии в Волгоградской области (с учётом потребления на собственные нужды электростанций и потерь в сетях) в 2019 году составило 16 223,9 млн кВт·ч, максимум нагрузки — 2560 МВт. Таким образом, Волгоградская область является сбалансированным регионом по электроэнергии и энергоизбыточным по мощности. В структуре энергопотребления лидируют обрабатывающие производства — 40 %, доля населения составляет 14 %, транспорта и связи — 6 %. Функции гарантирующего поставщика электроэнергии выполняет ПАО «Волгоградэнергосбыт».

## Электросетевой комплекс
Энергосистема Волгоградской области входит в ЕЭС России, являясь частью Объединённой энергосистемы Юга, находится в операционной зоне филиала АО «СО ЕЭС» — «Региональное диспетчерское управление энергосистемы Волгоградской области» (Волгоградское РДУ). Энергосистема региона связана с энергосистемами Ростовской области по двум ВЛ 500 кВ, трём ВЛ 220 кВ и шести ВЛ 110 кВ, Астраханской области по четырём ВЛ 220 кВ и двум ВЛ 110 кВ, Воронежской области по одной ВЛ 500 кВ и шести ВЛ 110 кВ, Липецкой области по двум ВЛ 500 кВ, Саратовской области по одной ВЛ 500 кВ, одной ВЛ 220 кВ, трём ВЛ 110 кВ и одной ВЛ 35 кВ, Калмыкии по одной ВЛ 35 кВ и Казахстана по двум ВЛ 110 кВ, одной ВЛ 35 кВ и двум ВЛ 10 кВ.
Общая протяженность линий электропередачи напряжением 35-500 кВ составляет 14549,5 км, в том числе линий электропередачи напряжением 500 кВ — 1731,4 км, 220 кВ — 2254,5 км, 110 кВ —7723,5 км, 35 кВ — 2840,1 км. Магистральные линии электропередачи напряжением 220—500 кВ эксплуатируются филиалом ПАО «ФСК ЕЭС» — «Волго-Донское ПМЭС», распределительные сети напряжением 110 кВ и ниже — филиалом ПАО «Россети Юг» — «Волгоградэнерго» (в основном) и территориальными сетевыми организациями.